# Гайчман, Михаил Фёдорович
Михаил Фёдорович Гайчман — советский хозяйственный, государственный и политический деятель.

## Биография
Родился в 1915 году на территории современной Кокчетавской области. Член КПСС.
С 1933 года — на хозяйственной, общественной и политической работе. В 1933—1986 гг. — техник-металлург, рядовой и руководящий сотрудник, заместитель секретаря парткома завода имени Сталина, парторг ЦК КПСС завода № 39 им. Сталина, первый секретарь Иркутского горкома КПСС, ответственный работник аппарата ЦК КПСС.
Делегат XX и XXI съездов КПСС.
Умер в Москве после 1986 года.